# دوره ستر
دوره ستر از زمان محمد بن اسماعیل آغاز می‌شود و تا دوران عبیدالله مهدی نیز ادامه دارد. در دوره ستر امام غایب است و پیوند با وی از طریق حجت او میسر است، در این میان عده‌ای معتقد بودند که پس از محمد بن اسماعیل امامی وجود ندارد و او آخرین است اما بنابر آنچه از جانب نزاریان و طوایف فاطمی نقل شده‌است پس از این که عبیدالله مهدی ادعای امامت کرد؛ سلسله امامت ادامه یافت. در این دوره نام ۳ امام ذکر شده‌است.
- عبدالله مستور: محمد بن اسماعیل ۶ فرزند داشته که از بین آن‌ها اسماعیل و جعفر را در مدینه گذاشته، علی لیث توسط عباسیان به قتل رسید و احمد و حسین نیز که از دیگر فرزندان او بودند به قندهار مهاجرت کردند پس تنها عبدالله باقی ماند و به امامت رسید. وی جنبش اسماعیلیان را سامان‌دهی کرد و و داعیان اسماعیلی را به مناطق مختلف فرستاد. وی به خاطر دشمنی‌هایی که با او شد از خوزستان به بصره، شام و سپس سلیمه رفت و این مکان را به عنوان پایگاه دعوت اسماعیلی قرار داد. عبدالله در این دوران فعالیت‌های بسیاری به انجام رساند. وی در سال ۲۶۱ هجری قمری / ۸۷۴ میلادی موفق شد شخصی به نام حسین اهوازی را به کیش اسماعیلی فراخواند و او به کمک عبدان باعث افزایش قدرت اسماعیلیان در سواد کوفه شد و همین نفوذ و قدرت باعث پایه‌گذاری قرمطیان بحرین در سال‌های بعد شد و پیوند حمدان قرامطه با اسماعیلیان باعث شد آن‌ها به قرامطه معروف شوند. دعوت عبدالله با نام دعوه‌الهادیه یا دعوه‌الحق گسترش یافت و مناطق جبال، فرارود، خراسان و یمن را دربرگرفت. پس از آن عبدالله در سال ۲۶۱ هجری قمری / ۸۷۴ میلادی در سلیمه درگذشت و دو پسر با نام‌های احمد و ابراهیم از او باقی ماند.[۱]
- احمد مستور: دربارهٔ این شخص اطلاعات بسیار اندکی موجود است؛ وی در اواخر قرن ۲ یا اوایل قرن ۳ هجری قمری زندگی می‌کرده و دو پسر به نام محمد و حسین داشته‌است. در تالیفات اسماعیلیه گفته شده وی از جمله نویسندگان اخوان الصفا بوده و به این خاطر به او صاحب رسائل نیز می‌گفتند اما برخی معتقدند احمد مستور، دستور تألیف این کتاب را داده‌است.[۱]
- حسین بن احمد مستور: حسین القابی همچون زکی، المقتدی و الهدی داشت. وی دوران کوتاهی به رهبری اسماعیلیان مشغول بود اما در همین زمان محدود هم موفق شد با اشخاصی همچون ابن حوشب و ابوالقاسم حسن بن فرح که از یاران ابن الرضا بودند دیدار کند و آن‌ها را به کیش اسماعیلی فراخواند. حسین در سال ۲۶۶ هجری قمری / ۸۷۹-۸۸۰ میلادی آن‌ها را به یمن فرستاد، او همچنین ابوعبدالله شیعی را نیز به مناطق تونس و مراکش امروزی روانه ساخت و آن‌ها موفقیت‌های بسیاری را از آن خود کردند. وی در سال ۲۶۸ هجری قمری / ۸۸۱-۸۸۲ میلادی درگذشت و پسرش عبدالله مهدی که ۸ سال بیشتر نداشت جانشین پدر شد؛ پس به خاطر سن کم او عمویش محمد بن احمد برای مدتی رهبری نهضت را به دست گرفت.[۱]